# Bourée
Bourée is een single van Jethro Tull. Het is de enige single afkomstig van hun studioalbum Stand Up. Het is een bewerking van Johann Sebastian Bachs Bourrée uit de Suite in e mineur voor luit (BWV996). De B-kant wisselde per uitgave.
In diezelfde periode was het Air van Bach een grote hit van Ekseption in Nederland.

## Hitnotering
Bourée werd alleen in Nederland een grote hit. Aan andere landen, op Duitsland (1 week op plaats 37) na, ging deze single aan de hitparades voorbij.

### Nederlandse Top 40
| Positie: | 29 | 13 | 10 | 7 | 6 | 13 | 19 | 27 | 30 | uit |

### NederlandseHilversum 3 Top 30
| Positie: | 14 | 13 | 7 | 5 | 6 | 19 | 22 | uit |

### NPO Radio 2 Top 2000
| Nummer met noteringen in de NPO Radio 2 Top 2000 | '99 | '00-'01 | '02 | '03 | '04 | '05 | '06 | '07  | '08 | '09  | '10  | '11  | '12  | '13  | '14  | '15  |
| ------------------------------------------------ | --- | ------- | --- | --- | --- | --- | --- | ---- | --- | ---- | ---- | ---- | ---- | ---- | ---- | ---- |
| Bourée                                           | 720 | -       | 686 | 865 | 828 | 831 | 810 | 1063 | 882 | 1173 | 1127 | 1384 | 1466 | 1590 | 1843 | 1982 |

1. ↑  Een '-' betekent dat het nummer niet was genoteerd en een vetgedrukt getal geeft de hoogste notering aan.
2. ↑  Deze tabel is bijgewerkt tot en met de laatste editie (2024).